# Xianfeng Zhen (köping i Kina)
Xianfeng Zhen (kinesiska: 先锋, 先锋镇) är en köping i Kina. Den ligger i provinsen Yunnan, i den sydvästra delen av landet, omkring 57 kilometer nordost om provinshuvudstaden Kunming. Antalet invånare är 20 304. Befolkningen består av 9 580 kvinnor och 10 724 män. Barn under 15 år utgör 24,0 %, vuxna 15-64 år 66 %, och äldre över 65 år 8,0 %.
Genomsnittlig årsnederbörd är 939 millimeter. Den regnigaste månaden är juni, med i genomsnitt 217 mm nederbörd, och den torraste är januari, med 10 mm nederbörd.